# Nicolas Vérin
Pour les articles homonymes, voir Vérin (homonymie).
Nicolas Vérin, né à Saint-Omer le 21 juin 1958, est un compositeur français de musique contemporaine.

## Biographie
Étudiant (physique et musicologie) et jeune pianiste, Nicolas Vérin s'intéressa au jazz et  à l'improvisation musicale au piano. Fasciné par la musique électro-acoustique, il entre en 1977 au Conservatoire national supérieur de musique de Paris où il suivra les cours de Pierre Schaeffer et Guy Reibel.
Pour parfaire sa formation, il part cinq ans aux États-Unis à l'UCSD où l'informatique musicale est enseignée en conjonction de la composition. Il suit alors les cours de Roger Reynolds, Joji Yuasa, Bernard Rands, Julio Estrada et Gordon Mumma. En 1986, son PhD de composition en poche, il regagne la France où il devient l'assistant de Pierre Henry (GRM).
Passionné par les possibilités que l'ordinateur peut offrir au musicien, il collabore aux travaux de divers groupes de musiciens et rencontre Jean-Claude Eloy qui lui confie en 1987 l'environnement informatique « CARL » du Centre d'Informatique Appliqué à la Musique et l'Image.
En 1989, il se joint au groupe de création de l'IRCAM où il se familiarise avec MAX.
En 1991, il enseigne la musique électroacoustique et la composition à l'ENM de Chalon-sur-Saône, puis à l'ENMD d'Évry à partir de 2001.
En parallèle à ses travaux de composition, Nicolas Vérin est aussi interprète et se produit dans divers festivals et concerts où il met en avant l'improvisation, notamment au sein de son trio avec la flûtiste Cécile Daroux et le clarinettiste Louis Sclavis.

## Discographie
- 4 pièces pour solistes et sons fixés (INA-GRM 475-122) ;
- Chassé-croisés (NVCD 0301) ;

## Œuvres principales
- Di un temporale... (orchestre et électronique), commande d'État pour l'Orchestre Chalon-Bourgogne ;
- Projections obliques (fl. et cl. solo, ens. et électr.), pour l'ensemble 2e2m ;
- Instabile (ens. et électr.), commande d'État pour l'Itinéraire ;
- Solid Noid (piano, disklavier et électr.), commande du Festival Why Note ;
- Interleaved tracks (cl. basse et électr.), commande du GRM ;
- Cycle des vents : Phioni (contrebasse et bande), commande d'État;
- Khamsin (batterie et bande), commande du Festival Why Note;
- Bora (saxophone et bande), commande d'État;
- Vents du Monde (sax., guit. él., contrebasse, batterie et électronique) commande de Radio-France ;
- Mariposa clavada que medita su vuelo (flûte et bande), commande du GRM ;
- Chassé-croisé I, à VI (duos instrumentaux) ;
- La lueur et la fumée (récitant, perc., synth. et électr., textes de Baudelaire) ;
- una rosa... una rueda... (récitant, ens. et électr., poème de Lorca), commande du Festival Aujourd'hui Musiques ;
- Ushba et Tetnuld... (opéra-poème multimédia pour 3 chanteurs, électroacoustique et vidéo), commande de Césaré et de Radio-France.